# Élections scolaires au Québec
Les élections scolaires au Québec consistent à élire des commissaires qui siègent au sein des conseils des commissaires dans chacune des Commission scolaire québécoise.

## Historique
Les élections scolaires québécoises ont été instaurées dans la foulée des propositions de la Commission Parent, mise en place en 1961 dans l'objectif de faire « entrer le Québec dans la modernité » et de faire face à la crise de l'enseignement. Dans le cadre de cette réforme annoncée du système d'éducation, « le modèle retenu propose que des comités où peuvent siéger les parents soient créés dans chaque école et que les commissaires scolaires soient élus ». Cette importance de la démocratisation des instances scolaires était alors « prioritaire dans l'esprit des membres de la Commission ».

## Des élections remises en question
Le gouvernement du Québec dépose un projet de loi 40 le 1er octobre 2019 afin d'abolir les commissions et les élections scolaires pour les remplacer par des centres de service. Ainsi, « les conseils des commissaires seraient remplacés par des conseils d’administration constitués de 16 membres non rémunérés : 8 parents, 4 personnes issues de la collectivité et 4 représentants scolaires ». La réforme est adoptée en février 2020.
Cette abolition a été largement critiquée dans le milieu, notamment par Paul Gérin-Lajoie, premier titulaire du Ministère de l'Éducation (1964-1966). En 2012, celui-ci a en effet qualifié la proposition de la Coalition avenir Québec (CAQ) d'abolir les commissions scolaires d’« idée sans bon sens », de « chimère », de « faux-fuyant ».